# Rodolphe William Seeldrayers

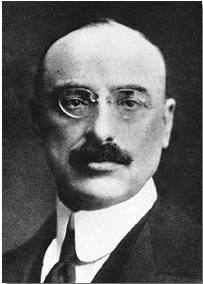
Rodolphe William Seeldrayers

Rodolphe William Seeldrayers (* 16. Dezember 1876 in Düsseldorf; † 7. Oktober 1955 in Brüssel) war ein belgischer Sportfunktionär und von 1954 bis 1955 der vierte Präsident der FIFA.
Seeldrayers, Sohn des belgischen Genremalers und Fußballpioniers Émile Seeldrayers und Bruder des belgischen Jugendstil-Architekten Fritz Seeldrayers (1878–1963), war 25 Jahre lang Vizepräsident der FIFA und damit Assistent von Jules Rimet. Nach dem Rücktritt Rimets wurde der Belgier Präsident des Weltfußballverbandes. Während seiner Amtszeit konnte die FIFA ihr 50-jähriges Bestehen feiern. 85 Verbände waren zu diesem Zeitpunkt der FIFA bereits beigetreten. Ein Jahr nach seinem Amtsantritt starb Seeldrayers in Brüssel. Sein Nachfolger wurde Arthur Drewry.
| Personendaten    | Personendaten                                   |
| ---------------- | ----------------------------------------------- |
| NAME             | Seeldrayers, Rodolphe William                   |
| KURZBESCHREIBUNG | belgischer Fußballfunktionär und FIFA-Präsident |
| GEBURTSDATUM     | 16. Dezember 1876                               |
| GEBURTSORT       | Düsseldorf                                      |
| STERBEDATUM      | 7. Oktober 1955                                 |
| STERBEORT        | Brüssel                                         |